# Въведение в обективистката епистемология
„Въведение в обективистката епистемология“ (на английски: Introduction to Objectivist Epistemology) е книга на Айн Ранд, публикувана през 1979. Тя представлява обобщение на обективистката теория на универсалиите на Ранд и изследва умствения процес на създаване на понятия, същността на определенията, разграничава легитимните понятия от „анти-понятията“, разглежда йерархичната структура на познанието и същността на аксиоматичното познание. Книгата включва също есе на Ленард Пийкоф, в което той оспорва теорията на Емануел Кант за аналитичните и синтетични съждения. Творбите са издадени първоначално на части в списание The Objectivist в периода 1966 – 1967, след което и като книга през 1967.
Второто издание на „Въведение в обективистката епистемология“ съдържа запис на сесиите „Въпроси и отговори“ на Айн Ранд за нейната епистемология, проведени с различни професори по философия, математика и физика във връзка с лекциите, които тя изнася в периода 1969 – 1971 г.